# Gherardo II Martinengo

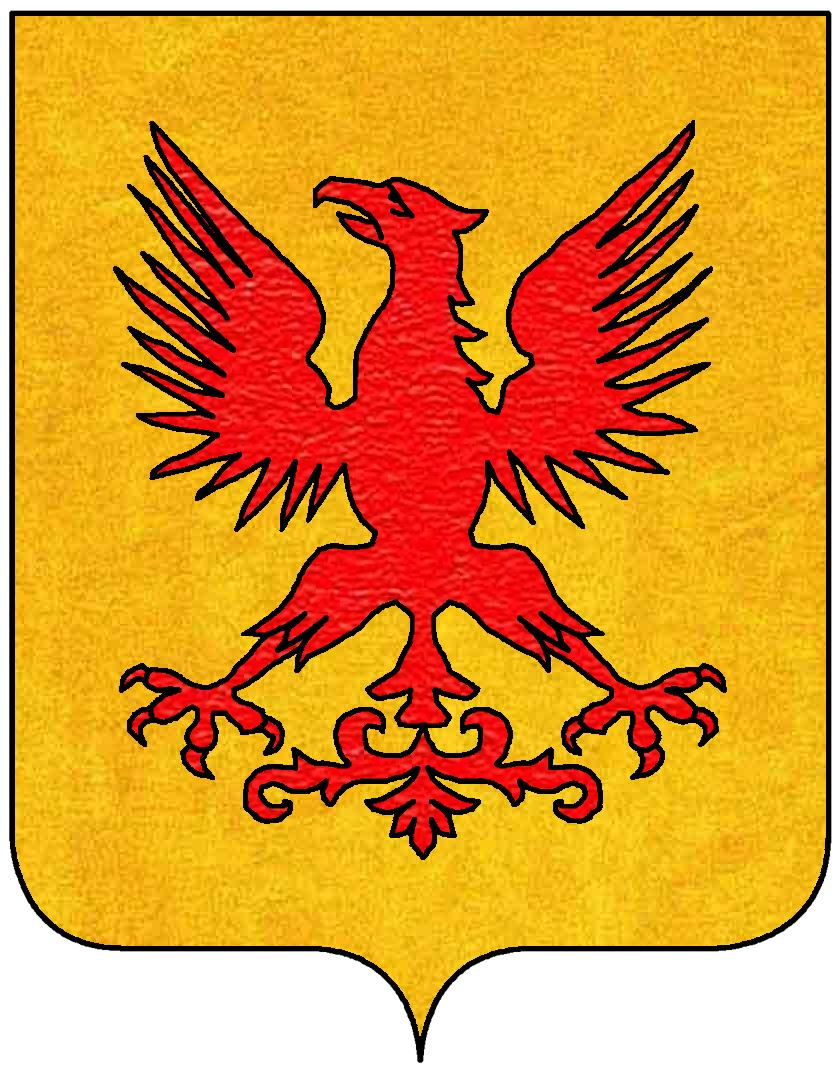
Stemma Martinengo

Stemma Martinengo-Colleoni

Gherardo II Martinengo (... – 1479) è stato un condottiero italiano e signore di Malpaga.

## Biografia
Era figlio di Marco Martinengo e di Caterina Benzoni.
Militò inizialmente al servizio del suocero Bartolomeo Colleoni e della Repubblica di Venezia, ma nel 1451 gli vennero confiscati i beni da parte della Serenissima, allorché il Colleoni passò dalla parte degli Sforza. Con il suocero e contro i veneziani partecipò nel 1454 alla battaglia di Alzano Lombardo. Nel 1461 ritornò al servizio di Venezia, partecipando nel 1463 alla presa di Trieste a favore della Serenissima. Il 25 luglio 1467 combatté i fiorentini nella battaglia della Riccardina. Il 3 novembre 1475 partecipò ai funerali di Bartolomeo Colleoni e nell'occasione i veneziani gli concessero una condotta. L'anno dopo accettò di militare per i Duchi di Borgogna contro gli svizzeri con Giacomo della Motella.
Morì nel 1479 e venne sepolto nella chiesa di San Domenico a Brescia.

## Discendenza
Gherardo sposò Ursina Colleoni (o Orsina), figlia legittima e primogenita di Bartolomeo Colleoni e di Tisbe Martinengo. Il matrimonio di Ursina con Gherardo era stato combinato dal condottiero bergamasco che voleva mantenere stretti i rapporti di parentela con i suoi capitani, garantendosi una certa sicurezza. La coppia ebbe numerosi figli, che diedero vita alla famiglia Martinengo Colleoni, che divenne una delle più importanti famiglie nobili della Lombardia, come da disposizione del condottiero Bartolomeo Colleoni del 1472;:
- Alessandro (?-1530), sposò Bianca di Tomaso Mocenigo (?-1523),[4] senza discendenza;
- Estore (1480 ca.-1530), sposò Polissena Colleoni Martinengo;[5]
- Giulio;
- Taddea Caterina, sposò nel 1465 Gian Pietro Gambara (1440-1504), figlio di Brunoro (1380-1468);
- Barbara (?-1493), sposò Andrea d'Arco (?-1507);
- Laura, sposò Gerolamo Obizzi.